# Spezia Calcio 2000-2001
Questa pagina raccoglie le informazioni riguardanti lo Spezia Calcio nelle competizioni ufficiali della stagione 2000-2001.

## Stagione
Nella Stagione 2000-2001 lo Spezia disputa il girone A del campionato di Serie C1, raccoglie 52 punti che valgono il quinto posto in classifica e la partecipazione ai playoff. Nella doppia semifinale perde contro il Como. Gli aquilotti del confermato Andrea Mandorlini sulle ali dell'entusiasmo per il ritorno in Serie C1, provano a fare qualcosa di importante anche nella categoria superiore. Le 10 reti di Francesco Fiori e Michele Menolascina, più le 7 di Igor Zaniolo, permettono ai bianconeri di raggiungere i playoff, bruciando sul filo di lana, squadroni come Cesena e Lucchese. Il Modena vola in Serie B, agli spareggi la doppia sfida dello Spezia con i lariani termina con un solo goal a favore dei lombardi, che vanno in finale e poi in Serie B, ma per superare gli aquilotti sudano le sette camicie.
Le maggiori ambizioni spezzine sono concentrate nella Coppa Italia di Serie C, dove il sogno sfuma a febbraio nei quarti di finale. I bianconeri vincono il girone E superando Carrarese, Cremonese, Fiorenzuola e Mantova, poi nei sedicesimi di finale superano i romani della Lodigiani, negli ottavi di finale eliminano la Lucchese, fermando il loro percorso nei quarti, per mano del Prato che segna una rete in più in trasferta, i toscani in seguito conquistano il Trofeo.

## Maglia e Sponsor
Anche per questa stagione gli aquilotti giocano in maglia bianca e calzoncini neri. Lo Sponsor è Arbre Magique, mentre lo Sponsor tecnico è Robe di Kappa.

## Rosa
| N. |                   | Ruolo | Calciatore           |
| -- | ----------------- | ----- | -------------------- |
|    | Italia (bandiera) | A     | Massimo Agostini     |
|    | Italia (bandiera) | D     | Fabrizio Anzalone    |
|    | Italia (bandiera) | C     | Tommy Beltrame       |
|    | Italia (bandiera) | A     | Ivan Bertelà         |
|    | Italia (bandiera) | C     | Roberto Bordin       |
|    | Italia (bandiera) | C     | Alessandro Budel     |
|    | Italia (bandiera) | D     | Alfio Cantone        |
|    | Italia (bandiera) | A     | Alan Carlet          |
|    | Italia (bandiera) | C     | Roberto Chiappara    |
|    | Italia (bandiera) | C     | Francesco Clementini |
|    | Italia (bandiera) | C     | Luca Coti            |
|    | Italia (bandiera) | C     | Pasquale De Vincenzo |
|    | Italia (bandiera) | A     | Francesco Fiori      |

| N. |                      | Ruolo | Calciatore          |
| -- | -------------------- | ----- | ------------------- |
|    | Italia (bandiera)    | D     | Massimo Melucci     |
|    | Italia (bandiera)    | C     | Michele Menolascina |
|    | Italia (bandiera)    | C     | Nicola Mingazzini   |
|    | Italia (bandiera)    | C     | Andrea Orocini      |
|    | Argentina (bandiera) | P     | Hugo Rubini         |
|    | Italia (bandiera)    | D     | Stefano Sottili     |
|    | Italia (bandiera)    | A     | Gianluca Triuzzi    |
|    | Argentina (bandiera) | A     | Juan Turchi         |
|    | Italia (bandiera)    | P     | Paolo Viviani       |
|    | Italia (bandiera)    | D     | Cristian Zaccardo   |
|    | Italia (bandiera)    | C     | Michele Zamboni     |
|    | Italia (bandiera)    | A     | Igor Zaniolo        |
|    | Italia (bandiera)    | A     | Paolo Zirafa        |

## Risultati

### Campionato

#### Girone di andata
| Lumezzane 3 settembre 2000 1ª giornata | Lumezzane             | 0 – 0 | Spezia | Nuovo Stadio Comunale\| Arbitro: \| Squillace (Catanzaro) \| |
| Arbitro:                               | Squillace (Catanzaro) |       |        |                                                              |

| Arbitro: | Benedetto (Messina) |

|                             |           |                |
| Zaniolo 40’ Menolascina 55’ | Marcatori | 72’ R. Corradi |

| Arbitro: | Ponzalli (Firenze) |

|            |           |  |
| Poloni 23’ | Marcatori |  |

| Arbitro: | Cannella (Palermo) |

|                              |           |  |
| Zaniolo 41’ Fiori 45+1’, 57’ | Marcatori |  |

| Arbitro: | Romeo (Verona) |

|  |           |                        |
|  | Marcatori | 56’ (rig.) Menolascina |

| Arbitro: | Girardi (San Donà di Piave) |

|                                    |           |                                        |
| Melucci 59’ Menolascina 77’ (rig.) | Marcatori | 26’ Veronese 61’ Fabbrini 68’ Califano |

| Arbitro: | Tonolini (Milano) |

|  |           |             |
|  | Marcatori | 23’ Zaniolo |

| Arbitro: | Belloli (Bergamo) |

|                                              |           |  |
| Fiori 4’ Menolascina 23’ (rig.) Carlet 90+2’ | Marcatori |  |

| Arbitro: | Cenni (Imola) |

|  |           |            |
|  | Marcatori | 56’ Bordin |

| Arbitro: | Romeo (Verona) |

|             |           |  |
| Zaniolo 40’ | Marcatori |  |

| Arbitro: | Carlucci (Molfetta) |

|           |           |             |
| Taldo 62’ | Marcatori | 49’ Zaniolo |

| Arbitro: | Angrisani (Salerno) |

|  |           |                         |
|  | Marcatori | 34’ Cherubini 75’ Mussi |

| Arbitro: | M. Mazzoleni (Bergamo) |

|                         |           |                            |
| Fiori 18’ Chiappara 31’ | Marcatori | 29’, 65’ Salvi 47’ Granozi |

| Arbitro: | Cuttica (Alessandria) |

|  |           |                          |
|  | Marcatori | 85’ Zaniolo 90’ Agostini |

| Arbitro: | Ioseffi (Siena) |

|                                      |           |  |
| Menolascina 45+1’ (rig.) Triuzzi 81’ | Marcatori |  |

| Arbitro: | Rizzoli (Bologna) |

|                |           |  |
| Lombardini 58’ | Marcatori |  |

| Arbitro: | Giammillaro (Messina) |

|                        |           |             |
| Menolascina 56’ (rig.) | Marcatori | 47’ Airoldi |

#### Girone di ritorno
| Arbitro: | Ardito (Bari) |

|           |           |  |
| Fiori 16’ | Marcatori |  |

| Arbitro: | Evangelista (Avellino) |

|                                 |           |               |
| C. Protti 25’ Fusani 34’ (rig.) | Marcatori | 31’ Chiappara |

| Arbitro: | Giannoccaro (Lecce) |

|                        |           |  |
| Menolascina 25’ (rig.) | Marcatori |  |

| Arbitro: | Ponzalli (Firenze) |

|                           |           |  |
| Costanzo 11’ Balducci 81’ | Marcatori |  |

| Arbitro: | Rubino (Salerno) |

|  |           |               |
|  | Marcatori | 47’ M. Pagano |

| Arbitro: | Dattilo (Locri) |

|                                                            |           |                 |
| V. Grieco 25’ (rig.) Veronese 36’ Milanetto 53’ Pasino 84’ | Marcatori | 28’ De Vincenzo |

| Arbitro: | Ardito (Bari) |

|           |           |                               |
| Fiori 51’ | Marcatori | 53’ Carobbio 86’ Fava Passaro |

| Livorno 4 marzo 2001 25ª giornata | Livorno            | 0 – 0 | Spezia | Stadio Armando Picchi\| Arbitro: \| Cannella (Palermo) \| |
| Arbitro:                          | Cannella (Palermo) |       |        |                                                           |

| Arbitro: | Romeo (Verona) |

|                       |           |  |
| Fiori 52’ Zaniolo 63’ | Marcatori |  |

| Arbitro: | Ambrosino (Torre del Greco) |

|  |           |                           |
|  | Marcatori | 4’ Menolascina 81’ Turchi |

| La Spezia 25 marzo 2001 28ª giornata | Spezia                   | 0 – 0 | Cesena | Stadio Alberto Picco\| Arbitro: \| Battistella (Conegliano) \| |
| Arbitro:                             | Battistella (Conegliano) |       |        |                                                                |

| Arbitro: | Belloli (Bergamo) |

|                  |           |                        |
| Pirri 52’ (rig.) | Marcatori | 22’ (rig.) Menolascina |

| Arbitro: | Ambrosino (Torre del Greco) |

|  |           |          |
|  | Marcatori | 1’ Fiori |

| Arbitro: | Girardi (San Donà di Piave) |

|                    |           |  |
| Fiori 39’ Coti 54’ | Marcatori |  |

| Arbitro: | Cruciani (Pesaro) |

|                                 |           |                       |
| Della Morte 49’ Zhabov 73’, 94’ | Marcatori | 4’ (rig.) Menolascina |

| Arbitro: | Palanca (Roma) |

|           |           |                            |
| Fiori 18’ | Marcatori | 71’ Colacone 74’ Carruezzo |

| Arbitro: | Ferraro (Crotone) |

|                         |           |                              |
| Cancellato 63’ Rosa 90’ | Marcatori | 48’ Clementini 61’ Chiappara |

### Playoff
| Arbitro: | Cannella (Palermo) |

|  |           |              |
|  | Marcatori | 82’ Colacone |

| Como 3 giugno 2001 Semifinale - Ritorno | Como              | 0 – 0 | Spezia | Stadio Giuseppe Sinigaglia\| Arbitro: \| Rizzoli (Bologna) \| |
| Arbitro:                                | Rizzoli (Bologna) |       |        |                                                               |

### Coppa Italia

#### Girone E
| Arbitro: | Cuttica (Alessandria) |

|                                                        |           |                          |
| Chiappara 20’ Zaniolo 23’, 44’, 90+1’ Budel 66’ (rig.) | Marcatori | 16’ Pierotti 46’ Granozi |

| Arbitro: | Zambon (Padova) |

|                  |           |                                          |
| Dellagiovanna 2’ | Marcatori | 16’ Fiori 62’ Agostini 66’ (rig.) Carlet |

| 23 agosto 2000 3ª giornata |  | – Turno di riposo Spezia |  |  |

| Arbitro: | Niccolai (Livorno) |

|           |           |  |
| Zirafa 2’ | Marcatori |  |

| Arbitro: | Tonolini (Milano) |

|           |           |                           |
| Zalla 52’ | Marcatori | 6’ Carlet 72’ Menolascina |

#### Turni ad eliminazione
| Arbitro: | Niccolai (Livorno) |

|                         |           |                            |
| Polani 33’ De Cecco 62’ | Marcatori | 54’ Chiappara 90+2’ Carlet |

| Arbitro: | Ciampi (Pisa) |

|                                               |           |  |
| Zaniolo 28’, 42’ Agostini 40’, 75’ Carlet 72’ | Marcatori |  |

| Arbitro: | Cenni (Imola) |

|             |           |  |
| Melucci 85’ | Marcatori |  |

| Arbitro: | Rizzoli (Bologna) |

|  |           |              |
|  | Marcatori | 70’ Agostini |

| Arbitro: | Valensin |

|                          |           |           |
| Cantone 24’ Agostini 55’ | Marcatori | 34’ Abate |

| Arbitro: | P.C. Rossi (Forlì) |

|                     |           |  |
| Anzalone 37’ (aut.) | Marcatori |  |